# Saint George (Montserrat)
Pour les articles homonymes, voir George.
Saint George est l'une des trois paroisses de Montserrat. Elle ne compte aucun habitant (la seule paroisse habitée du territoire est Saint Peter).